# Transe (película de 2006)
Transe es una película dramática de 2006 escrita y dirigida por Teresa Villaverde. Coproducida internacionalmente (entre Portugal, Francia, Italia y Rusia), el largometraje de ficción explora el tema de la inmigración y el tráfico de mujeres de los países del Este a Europa, según la dolorosa experiencia de una joven (Sônia, interpretada por Ana Moreira) que busca en vano una vida más digna. Se estrenó el 23 de mayo de 2006 en el Festival de Cine de Cannes, en la sección Quincena de Realizadores y fue seleccionada también para el Festival de Toronto. Comercialmente, Transe se estrenó en cines en Portugal el 5 de octubre y en Francia el 27 de diciembre de 2006.

## Argumento
Sonia es una joven de unos veinte años que nació y creció en San Petersburgo (Rusia). Su vida en ese país se desmorona después de que su vida familiar y profesional se desintegran. Sonia decide abandonar a su amiga y familia, y marcharse sin mirar atrás. Vive la ilusión de quienes buscan una nueva vida y el infierno de aquellos a quienes la vida parece no tener nada que darles. Sônia experimentará la miseria y la degradación que causa la trata y la explotación de los más débiles, especialmente en el caso de las mujeres.
Abandona Rusia y, a través de Europa, llega a Alemania, donde busca una vida mejor con un grupo de otros inmigrantes. En el campo, comienza a trabajar en un concesionario de automóviles. Un día, un individuo llega al concesionario informando a Sonia que las autoridades de inmigración le han quitado todos sus pasaportes. Sin otra opción, Sonia se sube al auto con esta persona que promete escapar de la custodia de inmigración. Sonia se queda dormida durante el viaje y finalmente otro hombre que se identifica como ruso sube al coche y comienza a conducir. Sonia finalmente se da cuenta de que algo anda mal y logra salir del auto después de protestar. Quedó abandonado en el desierto. La joven finalmente es rescatada por el hombre ruso después de caer inconsciente en el desierto. El ruso la lleva a un hotel donde la bañan y la obligan a dormir con otro hombre. Sonia pregunta qué le pasa y el ruso le confiesa que la están vendiendo “a los italianos” y que la va a entregar a ese grupo. Luego, Sonia es transportada en un vehículo que la lleva a un burdel.
En el burdel, Sonia es retenida contra su voluntad y trabaja como prostituta renuente. Sufre abusos debido a su resistencia y no puede comunicarse con nadie, ya que todos hablan solo italiano. Sonia se niega a comer y beber. Sus nuevos captores son una rica familia italiana formada por un padre y sus dos hijos, uno de los cuales tiene discapacidades de desarrollo mental. La joven está encerrada en una habitación luminosa, de la que solo su padre tiene llave. Sonia se vuelve catatónica mientras escucha las historias de sus hijos sobre lo que quieren hacerle. Una noche, el hijo menor finalmente roba la llave para entrar a la habitación. Una vez dentro de la habitación, el hombre mayor inmoviliza a su hermano en una silla y comienza a violar a Sonia. Más tarde, el hijo menor roba solo la llave para entrar a la habitación de Sonia, pero durante la conversación la joven logra escapar. El hijo termina diciéndole a su padre que dejó ir a Sonia. El padre hace llamadas telefónicas para asegurar su recaptura.
Después de haber recorrido su vía crucis a través de Europa, la joven termina en el extremo opuesto, en Portugal. En la escena final, Sonia habla con un nuevo hombre que afirma haberla visto antes. Después de hablar con el hombre, Sonia se acuesta en la cama.

## Reparto
- Ana Moreira, como Sónia.[6]
- Viktor Rakov
- Robinson Stévenin
- Iaia Forte
- Andrey Chadov
- Filippo Timi
- Dinara Droukarova
- Io Appolloni, como Mulher do bordel.
- Ronaldo Bonacchi, como Dono da casa.
- Pedro Giestas, como Homem do contentor.
- Eunice Gomes, como Chiara.

## Producción
Transe es una coproducción internacional entre Portugal, Francia, Italia y Rusia, liderada por la productora Clap Filmes (producción ejecutiva de Paulo Branco), con Gemini Films y Revolver SRL, con el apoyo financiero del Instituto Portugués de Cine, Audiovisual y Multimedia y el RTP. La película de 126 minutos de duración cuenta con formato de 35 mm (Dolby SR).
Los idiomas de rodaje fueron: ruso, checo, alemán portugués e italiano

## Temas y estética
Transe es una obra intimista cuya atmósfera está creada por sutiles elipses que le confieren una fuerte carga poética. Se trata quizás de una de las obras más destacadas de la nueva generación de cineastas de los años 90, formados en la Escola Superior de Teatro e Cinema de Lisboa.
La directora y guionista Teresa Villaverde ha dicho sobre su película: “El infierno es un perro que ladra afuera”, escribió Santa Teresa de Ávila. Estamos al principio del siglo XXI y el perro ladra por todas partes. No nos libramos de la tortura, de esclavitud, genocidio. El personaje central de esta película ve este infierno de frente y... desde muy cerca. No creo que sea suficiente con entrar, porque hay que ser parte del infierno. Estar dentro. Ella no pertenece, pero no hay salida. Jorge Semprún escribió a propósito de su experiencia en un campo nazi es que uno de los motores de la supervivencia es la curiosidad. Si no queremos mirar las llamas se hacen más grandes. Vivimos en una época así, en el que nada de lo que tenemos está garantizado para siempre, en el que todo puede desmoronarse. Esta película trata sobre una parte que se ha derrumbado.
Transe ofrece una aproximación al tráfico sexual y a la industria del sexo como una explotación implacable organizada según la lógica del capitalismo en el que los bienes se intercambian por dinero. La historia también retrata una Europa en degradación, exponiendo el problema de la inmigración en la década de 1990 y el comienzo del nuevo milenio en Portugal.  En palabras de Teresa Villaverde: “Hablo de cosas que me afectan, que me duelen. (...) No siento que viva en una burbuja”.
En esta película reaparecen dos aspectos característicos del planteamiento de Villaverde en Os Mutantes. En primer lugar, la directora se resiste a las clasificaciones fáciles del bien y del mal. Trance se construye en una lenta sucesión de tomas secuenciales cuidadosamente diseñadas y escenificadas en escenarios tratados como pinturas. Es la imagen la que domina y no la narrativa circundante o la intensidad dramática. Es una obra intimista cuya atmósfera está creada por sutiles elipses que le confieren una fuerte carga poética.
En segundo lugar, Villaverde renueva su compromiso con sus personajes y su empatía por la juventud explotada y traicionada. De un extremo a otro de la película prevalece el dolor que azota sin descanso a la protagonista, en cuyo rostro se expresa el estado de ánimo de una mujer permanentemente violada y sin esperanza, transitando un universo implacable en el que domina el trauma, la explotación y la violencia. . El largo calvario de Sonia revela una visión pesimista del mundo, un universo de oscuridad en el que no se ve ni una sonrisa, ni el más mínimo signo de buena voluntad, ni el más mínimo rastro de alegría. La actuación de Moreira es intensa, conmovedora y creíble. El manto negro que cubre toda la historia que se cuenta, especialmente cuando el protagonista llega a Portugal, acecha la verosimilitud que se busca. Destaca la delicadeza en el tratamiento del dolor y de la injusticia, de la fragilidad humana.Además de todo esto, hay una rebeldía en Sônia que se asemeja a la de Andreia en Os Mutantes y a la de Maria en Três Irmãos, todas ellas mujeres que, a pesar de la adversidad, no perdieron la perseverancia. Son personajes que obligan al espectador a reconocer su existencia en un mundo donde amaron, vivieron y sufrieron. Este motivo de autoconservación no sólo une a estas tres mujeres, sino que simboliza la obra de Villaverde.

## Recepción
La película "nos transporta a una Europa de sirvientes, esclavos en cuerpo y alma, un mundo oscuro donde "hay guerra... entre los hombres. Los más fuertes matan a los débiles", dice uno de los soldados modernos que deben luchar constantemente para sobrevivir. (...) Relato de un descenso a los infiernos, la película retrata a todas las clases sociales en espacios cerrados a través de una narración elíptica y planos extremadamente largos. Sonia (Ana Moreira, que el domingo pasado ganó el Globo de Oro 2005 a la Mejor Actriz en Portugal) huye de un desierto de glaciares rusos y el frío la persigue. Desde el dormitorio de su hotel alemán, donde es llevada prisionera, hasta una casa italiana donde es entregada como regalo al hijo de la familia (Robinson Stévenin), es asaltada, violada, prostituida y seducida, y se convierte en un mero objeto, un cuerpo perdido, aislado de la sociedad. Señala Anne Feuillère en Cineuropa

## Premios y nominaciones

### Premios
- 2009 Ganador premio FIPRESCI como directora
- Festival de Cine Europeo: Ganador 2007 a la mejor cinematografía João Ribeiro, Ganador Premio Especial del Jurado 2007 Teresa Villaverde
- Coimbra Caminhos do Cinema Português. Ganadora del premio a la mejor películla 2007
- Cineport-Portuguese Film Festival, Ganadora como mejor Actriz 2007 Ana Moreira. Ganador mejor fotografía de ficción João Ribeiro

### Nominaciones
- Golden Globes 2007, Ana Moreira nominada a mejor actriz y nominación a la mejor elícula